# Rano przeszedł huragan
Rano przeszedł huragan – zbeletryzowany, zideologizowany pamiętnik z elementami powieści produkcyjnej autorstwa Władysława Machejka z 1955. Najsłynniejsza powieść tego autora, wznawiana siedmiokrotnie. 
Utwór powstał w oparciu o zapiski autora z lat 1944-1945, kiedy to Machejek był sekretarzem komitetu powiatowego Polskiej Partii Robotniczej w Nowym Targu. Jak napisał, starał się w swoich wspomnieniach utrzymać surowy, bezpośredni ton owego czasu. Pierwsze zapisy pamiętnika pochodzą z 20 grudnia 1944 (Pstroszyce), a ostatnie z 21 lutego 1945 (Nowy Targ). W swoim dziele autor zawarł fragmenty rzekomego dziennika Józefa Kurasia, kilkakrotnie cytowane w różnych wydawnictwach jako autentyczne, np. Strach. Antysemityzm w Polsce tuż po wojnie. Historia moralnej zapaści. Był to twór przedstawiony tylko w książce Machejka, najprawdopodobniej tak przerobiony przez organy bezpieczeństwa, by ukazać podziemie antykomunistyczne w jak najbardziej nieprzychylnym świetle. 

Dzieło opisuje koleje walk służb komunistycznych z polskim podziemiem niepodległościowym na terenach nowotarszczyzny, w tym zwłaszcza oddziałami Józefa Kurasia "Ognia", określając je w tekstach niezwykle pejoratywnie (banda, terroryści):
A gdy ujawnił się Poświst – uważany w ostatnim okresie działalności wielkiej bandy "Błyskawica" za zastępcę "Ognia" – ujawniło się kilkudziesięciu terrorystów.